# Nati nel 1985/Novembre
| Questa pagina contiene informazioni ricavate automaticamente dalle voci biografiche con l'ausilio del template Bio e di un bot. L'aggiornamento è periodico e automatico e ricostruisce completamente la pagina. Se manca una persona in questa lista, sei pregato di non aggiungerla, ma accertati piuttosto che la sua voce biografica contenga il template Bio e che i dati anagrafici siano correttamente compilati. Se il template Bio manca, inseriscilo tu stesso o, in alternativa, metti l'avviso {{tmp\|Bio}} che ne segnala la mancanza. Se i dati riportati sono sbagliati, correggi direttamente la voce biografica; le modifiche saranno visibili in questa lista entro pochi giorni. Per chiarimenti vedi il progetto biografie. La lista contiene solo le 375 persone che sono citate nell'enciclopedia e per le quali è stato implementato correttamente il template Bio. Pagina aggiornata al 18 ago 2025. |

- 1º novembre - Alexandra Avena, schermitrice messicana
- 1º novembre - Patryk Czarnowski, pallavolista polacco
- 1º novembre - Tiberio Guarente, ex calciatore italiano
- 1º novembre - Huang Haiyang, schermitrice cinese
- 1º novembre - Panos Kōnstantinou, ex calciatore cipriota
- 1º novembre - Marcus Landry, ex cestista statunitense
- 1º novembre - Stefan Lassen, ex hockeista su ghiaccio danese
- 1º novembre - Maiya Maneza, sollevatrice kazaka
- 1º novembre - Ida Marcussen, multiplista norvegese
- 1º novembre - Paulo Orlando, ex giocatore di baseball brasiliano
- 1º novembre - Brandon Rodd, giocatore di football americano statunitense
- 1º novembre - Arthur Sorin, ex calciatore francese
- 2 novembre - Danny Amendola, ex giocatore di football americano e allenatore di football americano statunitense
- 2 novembre - Franklin Anzité, calciatore centrafricano
- 2 novembre - Anthony Collins, ex giocatore di football americano statunitense
- 2 novembre - Maeve Dermody, attrice australiana
- 2 novembre - Abdulla Baba Fatadi, ex calciatore nigeriano
- 2 novembre - Lucas González Amorosino, rugbista a 15 argentino
- 2 novembre - Laura Gorla, ex cestista italiana
- 2 novembre - Vladimir Jarošenko, ballerino russo
- 2 novembre - Katia Levitsky, ex cestista ucraina
- 2 novembre - Jim McAlister, ex calciatore scozzese
- 2 novembre - James McEveley, ex calciatore scozzese
- 2 novembre - DeMarcus Nelson, ex cestista statunitense
- 2 novembre - Christian Suárez, ex calciatore ecuadoriano
- 2 novembre - Daryl Thompson, giocatore di baseball statunitense
- 3 novembre - Luís Freire, allenatore di calcio portoghese
- 3 novembre - Tyler Hansbrough, ex cestista statunitense
- 3 novembre - Paul Lotman, pallavolista statunitense
- 3 novembre - Karin Oberhofer, ex biatleta italiana
- 3 novembre - Sezer Öztürk, ex calciatore turco
- 3 novembre - Daniele Russo, calciatore svizzero
- 3 novembre - Henry Shindika, ex calciatore tanzaniano
- 3 novembre - Philipp Tschauner, allenatore di calcio, dirigente sportivo e ex calciatore tedesco
- 3 novembre - Tamara Wolf, ex sciatrice alpina svizzera
- 4 novembre - Anton Archipov, ex calciatore russo
- 4 novembre - Fabrizio Benzoni, politico italiano
- 4 novembre - Giulia Conti, velista italiana
- 4 novembre - Tom Crabtree, giocatore di football americano statunitense
- 4 novembre - Olivia Taylor Dudley, attrice statunitense
- 4 novembre - Marcell Jansen, dirigente sportivo e ex calciatore tedesco
- 4 novembre - Plamen Krumov, ex calciatore bulgaro
- 4 novembre - Alessio Lisci, allenatore di calcio italiano
- 4 novembre - Daniel Lomeli, pugile statunitense
- 4 novembre - Fenedy Masauvakalo, calciatore vanuatuano
- 4 novembre - Fabricio Núñez, ex calciatore uruguaiano
- 4 novembre - Vanessa Struhler, cantante tedesca
- 4 novembre - Gillian Zinser, attrice statunitense
- 5 novembre - Jean-Baptiste Akassou, calciatore ivoriano
- 5 novembre - Simone Borrelli, attore, regista e cantautore italiano
- 5 novembre - Alexandre Bouillot, ex sciatore alpino francese
- 5 novembre - Kate DeAraugo, cantante australiana
- 5 novembre - Charlenne Domínguez, pallavolista portoricana
- 5 novembre - Alo Dupikov, calciatore estone
- 5 novembre - Rimo Hunt, calciatore estone
- 5 novembre - Ol'ga Kučerenko, lunghista russa
- 5 novembre - Giulia Lapi, nuotatrice artistica italiana
- 5 novembre - Lina Rabea Mohr, attrice e doppiatrice tedesca
- 5 novembre - Víctor Rossel, calciatore peruviano
- 5 novembre - Santtu-Matias Rouvali, direttore d'orchestra e percussionista finlandese
- 5 novembre - Jacopo Sipari di Pescasseroli, direttore d'orchestra italiano
- 5 novembre - Kōki Tanaka, cantante e attore giapponese
- 5 novembre - Volker Wodzich, taekwondoka tedesco
- 5 novembre - Zdeněk Zlámal, calciatore ceco
- 6 novembre - Christin Balogh, attrice tedesca
- 6 novembre - Šárka Barborková, ex pallavolista ceca
- 6 novembre - Danilo Dias, ex calciatore brasiliano
- 6 novembre - Robert Dozier, ex cestista statunitense
- 6 novembre - Walid Mhadeb El Khatroushi, calciatore libico
- 6 novembre - Matteo Eydallin, scialpinista italiano
- 6 novembre - Simon Gillett, ex calciatore inglese
- 6 novembre - Jeppe Kjær, ex calciatore danese
- 6 novembre - Shayne Lamas, attrice statunitense
- 6 novembre - Aniello Langella, ballerino italiano
- 6 novembre - Jim Larsen, ex calciatore danese
- 6 novembre - Ettore Marchi, calciatore italiano
- 6 novembre - Hiroyo Matsumoto, wrestler giapponese
- 6 novembre - Vaida Sipavičiūtė, ex cestista lituana
- 6 novembre - Sun Yue, ex cestista cinese
- 6 novembre - Ymer Xhaferi, ex calciatore kosovaro
- 7 novembre - Mark Bridge, calciatore australiano
- 7 novembre - Tom Croft, ex rugbista a 15 britannico
- 7 novembre - Luca Gandini, ex cestista e dirigente sportivo italiano
- 7 novembre - Darnell Jackson, ex cestista e allenatore di pallacanestro statunitense
- 7 novembre - Lucas Neff, attore statunitense
- 7 novembre - Pavol Penksa, ex calciatore slovacco
- 7 novembre - Chaz Schilens, giocatore di football americano statunitense
- 8 novembre - Magda Apanowicz, attrice canadese
- 8 novembre - Antonio Aquilanti, allenatore di calcio e ex calciatore italiano
- 8 novembre - Mark Asper, giocatore di football americano statunitense
- 8 novembre - Vincent Bessat, ex calciatore francese
- 8 novembre - Leticia Boscacci, pallavolista argentina
- 8 novembre - Liam Coen, allenatore di football americano statunitense
- 8 novembre - Dimitri Jiriakov, ex ciclista su strada russo
- 8 novembre - Miguel Marcos Madera, ex calciatore spagnolo
- 8 novembre - Jack Osbourne, personaggio televisivo britannico
- 8 novembre - Fraser Patrick, giocatore di snooker scozzese
- 8 novembre - Stella Pulpo, blogger e scrittrice italiana
- 8 novembre - Tyla Rattray, pilota motociclistico sudafricano
- 8 novembre - Conrado Sampaio, giocatore di calcio a 5 brasiliano
- 8 novembre - Akselis Vairogs, allenatore di pallacanestro e ex cestista lettone
- 8 novembre - Clothilde Weyrich, ex sciatrice alpina francese
- 9 novembre - Aleksandre Guruli, ex calciatore georgiano
- 9 novembre - Leandro Lima, ex calciatore brasiliano
- 9 novembre - Nguyễn Minh Chuyên, ex calciatore vietnamita
- 9 novembre - Emiliano Daniel Romero, ex calciatore argentino
- 9 novembre - Bakary Soumaré, ex calciatore maliano
- 9 novembre - Marcin Tybura, artista marziale misto polacco
- 9 novembre - Denis Reed, attore pornografico ceco († 2016)
- 10 novembre - Kaela Chapdelaine, ex cestista canadese
- 10 novembre - Ricki-Lee Coulter, cantante australiana
- 10 novembre - Lora Anne Criswell, attrice statunitense
- 10 novembre - Dragan Kapčević, ex calciatore bosniaco
- 10 novembre - Aleksandar Kolarov, allenatore di calcio, dirigente sportivo e ex calciatore serbo
- 10 novembre - Liu Zhongqing, sciatore freestyle cinese
- 10 novembre - Gavin Peers, ex calciatore irlandese
- 10 novembre - Cherno Samba, ex calciatore gambiano
- 10 novembre - Giovonnie Samuels, attrice statunitense
- 10 novembre - Robert Smeets, ex tennista australiano
- 10 novembre - Wu Minxia, ex tuffatrice cinese
- 11 novembre - Francesco Adami, hockeista su ghiaccio italiano
- 11 novembre - Osvaldo Alonso, ex calciatore cubano
- 11 novembre - Predrag Bošnjak, calciatore serbo
- 11 novembre - Aleksandr Chatuncev, ex ciclista su strada e pistard russo
- 11 novembre - Michail Devjat'jarov, ex fondista russo
- 11 novembre - Ernandes Dias Luz, calciatore brasiliano
- 11 novembre - Janusz Gol, calciatore polacco
- 11 novembre - Derrick Gray, giocatore di football americano statunitense
- 11 novembre - Taulant Kuqi, allenatore di calcio e ex calciatore albanese
- 11 novembre - Arianny Celeste, modella statunitense
- 11 novembre - Tiidrek Nurme, mezzofondista e maratoneta estone
- 11 novembre - Martina Puglisi, ex pallamanista italiana
- 11 novembre - Ivan Rodić, calciatore croato
- 11 novembre - Nina Seničar, modella, attrice e showgirl serba
- 11 novembre - Luton Shelton, calciatore giamaicano († 2021)
- 11 novembre - Chad Toppert, ex cestista statunitense
- 12 novembre - Ben Aldridge, attore britannico
- 12 novembre - Chante Black, ex cestista statunitense
- 12 novembre - Loanny Cartaya, ex calciatore cubano
- 12 novembre - Jordão Diogo, ex calciatore portoghese
- 12 novembre - Adlène Guedioura, allenatore di calcio e ex calciatore francese
- 12 novembre - Ingi Højsted, ex calciatore faroese
- 12 novembre - Bojan Marković, ex calciatore bosniaco
- 12 novembre - Innocent Mdledle, ex calciatore sudafricano
- 12 novembre - Lionel Ravi, calciatore francese
- 13 novembre - Cristian Darío Álvarez, ex calciatore argentino
- 13 novembre - Michael Bennett, ex giocatore di football americano statunitense
- 13 novembre - Asdrúbal Cabrera, ex giocatore di baseball venezuelano
- 13 novembre - Viktor Elm, ex calciatore svedese
- 13 novembre - Ive Ivanov, ex cestista croato
- 13 novembre - Wdowa, rapper polacca
- 13 novembre - Alphousseyni Keita, ex calciatore maliano
- 13 novembre - Aleksej Kireev, bobbista russo
- 13 novembre - Rahul Kohli, attore e doppiatore britannico
- 13 novembre - Adel Lami, ex calciatore qatariota
- 13 novembre - Leah Marville, modella barbadiana
- 13 novembre - Simo-Pekka Olli, ex pallavolista finlandese
- 13 novembre - Enrica Pintore, conduttrice televisiva e attrice italiana
- 13 novembre - Shavkat Salomov, ex calciatore uzbeko
- 13 novembre - Minyahil Teshome, calciatore etiope
- 13 novembre - Bruce Venture, attore pornografico statunitense
- 14 novembre - Mara Abbott, ex ciclista su strada statunitense
- 14 novembre - Elena Gómez, ex ginnasta spagnola
- 14 novembre - Ronny André Hafsås, ex biatleta e fondista norvegese
- 14 novembre - Steven Hill, ex cestista statunitense
- 14 novembre - Ramón Núñez, calciatore honduregno
- 14 novembre - Evelyn Nwabuoku, calciatrice nigeriana
- 14 novembre - Nelson Rebolledo, calciatore cileno
- 14 novembre - Veroljub Salatić, ex calciatore serbo
- 14 novembre - Resi Stiegler, ex sciatrice alpina statunitense
- 14 novembre - Babacar Touré, ex cestista senegalese
- 14 novembre - Thomas Vermaelen, ex calciatore belga
- 14 novembre - Jurijs Žigajevs, ex calciatore lettone
- 15 novembre - Guilherme Afonso, ex calciatore angolano
- 15 novembre - Elad Gabai, ex calciatore israeliano
- 15 novembre - Guy Haimov, ex calciatore israeliano
- 15 novembre - Jure Ivanković, allenatore di calcio e ex calciatore bosniaco
- 15 novembre - Yūzō Kobayashi, ex calciatore giapponese
- 15 novembre - Lily Aldridge, supermodella statunitense
- 15 novembre - Jeffree Star, modello, cantante e imprenditore statunitense
- 15 novembre - Andrea Tiberi, mountain biker italiano
- 15 novembre - Martin Zeno, ex cestista statunitense
- 16 novembre - Ahmed Khamis, calciatore emiratino
- 16 novembre - Manuel Brunet, hockeista su prato argentino
- 16 novembre - Paul Herrmann, ex pattinatore di short track tedesco
- 16 novembre - Kristina Kuusk, schermitrice estone
- 16 novembre - Sanna Marin, ex politica finlandese
- 16 novembre - Iván Pérez Maceira, ex calciatore spagnolo
- 16 novembre - Joana Santos, attrice e modella portoghese
- 16 novembre - Alexandre Tokpa, ex calciatore ivoriano
- 17 novembre - Luis Aguiar, ex calciatore uruguaiano
- 17 novembre - Armando Collado, ex calciatore nicaraguense
- 17 novembre - Rubén Cornejo, ex giocatore di calcio a 5 spagnolo
- 17 novembre - Reiner Ferreira, ex calciatore brasiliano
- 17 novembre - Osea Kolinisau, rugbista a 7 figiano
- 17 novembre - Claudia Lichtenberg, ex ciclista su strada tedesca
- 17 novembre - Edivaldo Rojas Hermoza, ex calciatore brasiliano
- 17 novembre - Tetjana Ščypakina, ex cestista ucraina
- 17 novembre - Xu Yuan, calciatrice cinese
- 18 novembre - Eleonora Albrecht, attrice, modella e cantante italiana
- 18 novembre - Gerardo Arias, calciatore guatemalteco
- 18 novembre - Esquerdinha, ex giocatore di calcio a 5 brasiliano
- 18 novembre - Allyson Felix, ex velocista statunitense
- 18 novembre - Alexander Gabrielsen, ex calciatore norvegese
- 18 novembre - Mike Gibson, giocatore di football americano statunitense
- 18 novembre - Luís Godinho, arbitro di calcio portoghese
- 18 novembre - Hiromi Miyake, sollevatrice giapponese
- 18 novembre - Nóra Nagy, cestista ungherese
- 18 novembre - Emmanuelle Nicot, regista e sceneggiatrice francese
- 18 novembre - Marc Schnatterer, ex calciatore tedesco
- 18 novembre - Tim Sheehy, militare, imprenditore e politico statunitense
- 18 novembre - Adriaan Strauss, ex rugbista a 15 sudafricano
- 19 novembre - Melanie Behringer, ex calciatrice tedesca
- 19 novembre - Lennox Castillo, ex calciatore beliziano
- 19 novembre - Bianca Comparato, attrice brasiliana
- 19 novembre - Chris Eagles, ex calciatore inglese
- 19 novembre - Andre Ingram, ex cestista statunitense
- 19 novembre - Georgij Ketoev, lottatore russo
- 19 novembre - Jiří Kladrubský, ex calciatore ceco
- 19 novembre - Kasper Lorentzen, ex calciatore danese
- 19 novembre - Alex Mack, giocatore di football americano statunitense
- 19 novembre - Laura Osnes, attrice e cantante statunitense
- 19 novembre - Jen Statsky, sceneggiatrice, comica e produttrice televisiva statunitense
- 19 novembre - Matea Vrdoljak, ex cestista croata
- 20 novembre - Eric Boateng, ex cestista britannico
- 20 novembre - Dan Byrd, attore statunitense
- 20 novembre - Muhamed Demiri, ex calciatore svizzero
- 20 novembre - Mariatou Diarra, ex cestista maliana
- 20 novembre - Russian Red, cantautrice spagnola
- 20 novembre - Greg Holland, giocatore di baseball statunitense
- 20 novembre - Besart Kallaku, comico e attore albanese
- 20 novembre - Livio La Padula, canottiere italiano
- 20 novembre - Matías Lucuix, allenatore di calcio a 5 e ex giocatore di calcio a 5 argentino
- 20 novembre - Clément Maury, calciatore francese
- 20 novembre - Marija Muchortova, pattinatrice artistica su ghiaccio russa
- 20 novembre - Genrïx Şmïdtgal', ex calciatore kazako
- 20 novembre - Themistoklīs Tzīmopoulos, calciatore greco
- 20 novembre - Thomas Winkler, cantante svizzero
- 20 novembre - Aaron Yan, modello, cantante e attore taiwanese
- 21 novembre - John Beattie, ex rugbista a 15 britannico
- 21 novembre - Ronny Chieng, attore e comico malese
- 21 novembre - Maria Diana, lottatrice italiana
- 21 novembre - Ruelle, cantante statunitense
- 21 novembre - Michael Gmeiner, ex sciatore alpino austriaco
- 21 novembre - Carly Rae Jepsen, cantautrice e attrice canadese
- 21 novembre - Aleksandr Kutuzov, hockeista su ghiaccio russo
- 21 novembre - Filipe Morais, ex calciatore portoghese
- 21 novembre - Ismaël Omar Mostefaï, terrorista francese († 2015)
- 21 novembre - Nadine Müller, discobola tedesca
- 21 novembre - Jesús Navas, ex calciatore spagnolo
- 21 novembre - Wayne Odesnik, ex tennista statunitense
- 21 novembre - Esteban Sachetti, calciatore argentino
- 21 novembre - Nicola Silvestri, calciatore italiano
- 21 novembre - Sisse Marie, cantante, modella e conduttrice televisiva danese
- 21 novembre - Guy Wilson, attore statunitense
- 22 novembre - Rosario Abisso, arbitro di calcio italiano
- 22 novembre - Vicente Arze, ex calciatore boliviano
- 22 novembre - Steven De Petter, ex calciatore belga
- 22 novembre - Hande Doğandemir, attrice e sociologa turca
- 22 novembre - Ayoze García Pérez, ex calciatore spagnolo
- 22 novembre - Tomás González, ginnasta cileno
- 22 novembre - Asamoah Gyan, ex calciatore ghanese
- 22 novembre - Tuukka Kaukoniemi, ex sciatore alpino finlandese
- 22 novembre - Ava Leigh, cantautrice britannica
- 22 novembre - Tertius Losper, rugbista a 15 namibiano
- 22 novembre - Dieumerci Mbokani, ex calciatore congolese (Repubblica Democratica del Congo)
- 22 novembre - Gaston Mendy, ex calciatore senegalese
- 22 novembre - Mandy Minella, ex tennista e politica lussemburghese
- 22 novembre - Makoto Okiguchi, ginnasta giapponese
- 22 novembre - Adam Ottavino, giocatore di baseball statunitense
- 22 novembre - Lukáš Pešek, pilota motociclistico ceco
- 22 novembre - Hannelly Quintero, modella e conduttrice televisiva venezuelana
- 23 novembre - Viktor An, ex pattinatore di short track sudcoreano
- 23 novembre - Scott Brash, cavaliere britannico
- 23 novembre - Wiktor Chabel, canottiere polacco
- 23 novembre - Bastien Dechepy, arbitro di calcio francese
- 23 novembre - Aleš Hruška, ex calciatore ceco
- 23 novembre - Milan Kopic, ex calciatore ceco
- 23 novembre - Dennis Kuipers, pilota di rally olandese
- 23 novembre - Alan Sánchez, ex calciatore argentino
- 23 novembre - Mike Tolbert, ex giocatore di football americano statunitense
- 23 novembre - Jevgenij Šuklin, canoista lituano
- 24 novembre - Nemanja Ćalasan, allenatore di pallacanestro e ex cestista serbo
- 24 novembre - Fabiano de Lima Campos Maria, ex calciatore brasiliano
- 24 novembre - Tomáš Frejlach, calciatore ceco
- 24 novembre - Leemire Goldwire, ex cestista statunitense
- 24 novembre - Huang Jing, cestista cinese
- 24 novembre - Vasilije Prodanović, ex calciatore serbo
- 24 novembre - Francesca Tonani, calciatrice italiana
- 25 novembre - Dan Carpenter, giocatore di football americano statunitense
- 25 novembre - Francis Fernandes, calciatore indiano
- 25 novembre - Maksym Feščuk, calciatore ucraino
- 25 novembre - Marit Malm Frafjord, pallamanista norvegese
- 25 novembre - Remona Fransen, multiplista olandese
- 25 novembre - Atsushi Fujita, giocatore di football americano giapponese
- 25 novembre - Mamuka Ghonghadze, ex calciatore georgiano
- 25 novembre - Marcus Hellner, ex fondista svedese
- 25 novembre - Alain Miéville, hockeista su ghiaccio svizzero
- 25 novembre - Luiz Fernando Pereira da Silva, calciatore brasiliano
- 25 novembre - Touvarno Pinas, calciatore surinamese
- 25 novembre - Katrin Plankl, ex calciatrice italiana
- 25 novembre - Eriko Sato, ex calciatrice giapponese
- 25 novembre - Haley Webb, attrice statunitense
- 25 novembre - Yuan Weiwei, allenatore di calcio e ex calciatore cinese
- 25 novembre - Yūki Ōta, schermidore giapponese
- 26 novembre - Víctor Aquino, calciatore paraguaiano
- 26 novembre - Henry Bekkering, ex cestista canadese
- 26 novembre - Matteo Betti, schermidore italiano
- 26 novembre - Matt Carpenter, giocatore di baseball statunitense
- 26 novembre - Arturo Castro, attore guatemalteco
- 26 novembre - Baba Saad, rapper tedesco
- 26 novembre - Michael Eneramo, ex calciatore nigeriano
- 26 novembre - Andrea Fovana, copilota di rally italiano
- 26 novembre - Daron Nefcy, scrittrice statunitense
- 26 novembre - Nikola Pokrivač, calciatore croato († 2025)
- 26 novembre - David Torrence, mezzofondista statunitense († 2017)
- 26 novembre - Pedro Ricardo Torres Ribeiro, allenatore di calcio portoghese
- 26 novembre - Allan Wanga, calciatore keniota
- 27 novembre - Federica Bagnera, insegnante e ex ballerina italiana
- 27 novembre - Philip Blake, giocatore di football americano canadese
- 27 novembre - Damien Chouly, rugbista a 15 francese
- 27 novembre - Lara Dickenmann, ex calciatrice svizzera
- 27 novembre - Kenny Ray, cantante, compositore e produttore discografico brasiliano
- 27 novembre - Park Soo-jin, attrice e cantante sudcoreana
- 27 novembre - Alison Pill, attrice canadese
- 27 novembre - Joe Porter, giocatore di football americano statunitense
- 27 novembre - Dominik Stroh-Engel, ex calciatore tedesco
- 28 novembre - Evgenij Vladimirovič Alekseev, scacchista russo
- 28 novembre - Brayan Beckeles, calciatore honduregno
- 28 novembre - Michael Condron, attore britannico
- 28 novembre - Veronica D'Agostino, attrice italiana
- 28 novembre - Lefa, rapper francese
- 28 novembre - Guillermo Fayed, ex sciatore alpino francese
- 28 novembre - Esha Gupta, attrice indiana
- 28 novembre - Tommie Hill, giocatore di football americano statunitense
- 28 novembre - Hwang Jin-hyok, ex calciatore nordcoreano
- 28 novembre - Tiago Iorc, cantautore brasiliano
- 28 novembre - Nathan Keyes, attore statunitense
- 28 novembre - Abner Mares, pugile messicano
- 28 novembre - Caitlin McClatchey, ex nuotatrice britannica
- 28 novembre - Enrique Gabriel Meza, calciatore paraguaiano
- 28 novembre - Landry N'Guémo, calciatore camerunese († 2024)
- 28 novembre - Álvaro Pereira, allenatore di calcio e ex calciatore uruguaiano
- 28 novembre - Rasmussen, cantante e attore danese
- 28 novembre - Magdolna Rúzsa, cantante serba
- 28 novembre - Shy'm, attrice e cantante francese
- 28 novembre - Thul Sothearith, calciatore cambogiano
- 28 novembre - Geoff Walker, giocatore di curling canadese
- 29 novembre - Evangelia Aravani, modella e conduttrice televisiva greca
- 29 novembre - Volodymyr Aržanov, ex calciatore ucraino
- 29 novembre - Muharem Bajrami, allenatore di calcio e ex calciatore macedone
- 29 novembre - Halim Begaj, ex calciatore albanese
- 29 novembre - Shannon Brown, ex cestista statunitense
- 29 novembre - Dannell Ellerbe, giocatore di football americano statunitense
- 29 novembre - Myrlena López, pallavolista portoricana
- 29 novembre - Alberto Pandolfo, politico italiano
- 29 novembre - Pat Sims, ex giocatore di football americano statunitense
- 29 novembre - Junnosuke Taguchi, cantante e attore giapponese
- 29 novembre - Indira Terrero, velocista e mezzofondista cubana
- 30 novembre - Brigitte Acton, ex sciatrice alpina canadese
- 30 novembre - Leon Barnett, ex calciatore inglese
- 30 novembre - Moustapha Bayal Sall, calciatore senegalese
- 30 novembre - Casely, cantante statunitense
- 30 novembre - Kaley Cuoco, attrice statunitense
- 30 novembre - Ednei, calciatore brasiliano
- 30 novembre - İsmail Hacıoğlu, attore turco
- 30 novembre - Daniel Ings, attore britannico
- 30 novembre - Zane Jākobsone, ex cestista lettone
- 30 novembre - Barbara Mamabolo, attrice canadese
- 30 novembre - Hikari Mitsushima, attrice giapponese
- 30 novembre - Aoi Miyazaki, attrice giapponese
- 30 novembre - Taras Šelestjuk, pugile ucraino
- 30 novembre - Athōs Solōmou, ex calciatore cipriota
- 30 novembre - Liam Tamne, attore e cantante inglese
- 30 novembre - Christine Teigen, modella e conduttrice televisiva statunitense